# Картлы
Картлы (Кармала) — река в России, протекает в Батыревском районе Чувашской Республики. Правый приток Булы.

## География
Река Картлы берёт начало к востоку от посёлка Люля. Течёт на северо-восток через лиственные леса. Устье реки находится восточнее деревни Бахтигильдино в 105 км по правому берегу реки Була. Длина реки составляет 10 км. Площадь водосборного бассейна — 38,9 км².

## Название
Название произошло от чув. картлă («зарубчатый, ступенчатый»).

## Данные водного реестра
По данным государственного водного реестра России относится к Верхневолжскому бассейновому округу, водохозяйственный участок реки — Свияга от села Альшеево и до устья, речной подбассейн реки — Волга от впадения Оки до Куйбышевского водохранилища (без бассейна Суры). Речной бассейн реки — (Верхняя) Волга до Куйбышевского водохранилища (без бассейна Оки).
Код объекта в государственном водном реестре — 08010400612112100002638.